# Quelli di Sanremo (1988)
Quelli di Sanremo è un album del complesso Quelli di Sanremo, distribuito nel 1988 dalla Bebas Gold.

## Tracce

### Lato A
1. Fantasia
  - È arrivato l'ambasciatore (Casiroli/Arcangeli) Tutti
  - Ziki-Paki, Ziki-Pu (Mascheroni/Mendes) Tutti
  - Rosamunda (Vejvoda/Nisa) Tutti
  - Eulalia Torricelli (Olivieri/Redi/Nisa) Tutti
2. Vecchio scarpone (Donida/Calibi/Pinchi) Tutti
3. L'edera (Seracini/D'Acquisto) Nilla Pizzi
4. Jezebel (Shanklin/Cavaliere) Carla Boni
5. Forse domani (Cavallari/Stagni) Giorgio Consolini
6. Gli zingari (Giraud/Cour/Chiosso) Gino Latilla

### Lato B
1. Un giorno all'italiana (Giulianini) Tutti
2. Ancora (Cavallari/Pizzi) Nilla Pizzi
3. Voce di strada (Bixio/Cherubini) Gino Latilla
4. Come un diavolo (Damele/Delfino/Gaiano/Surianello) Carla Boni
5. Ma poi (Bassi/D'Acquisto) Giorgio Consolini